# Ívar Ingimarsson
Ívar Ingimarsson, islandski nogometaš, * 20. avgust 1977, Stöðvarfjörður, Islandija.
Za islandsko nogometno reprezentanco je odigral 30 tekem.